# Aloe wrefordii
Aloe wrefordii är en grästrädsväxtart som beskrevs av Gilbert Westacott Reynolds. Aloe wrefordii ingår i släktet Aloe och familjen grästrädsväxter. Inga underarter finns listade i Catalogue of Life.